# 伯林根群島
伯林根群島（英語：Bølingen Islands），是南極洲的群島，位於伊利沙伯女皇地，延伸15公里，處於帕布利凱申斯冰架北部的普里茲灣東南部，在1935年2月被發現和繪入地圖，現時由南極條約體系管理。